# Guanzhong
Le Guanzhong (chinois simplifié : 陕西关中马 ; chinois traditionnel : 陝西關中馬 ; pinyin : Shǎnxī guānzhōng mǎ) est une race chevaline originaire du bassin de la Wei He, dans le Shaanxi en Chine. Issue de croisement pratiqués sur le cheptel local avec des chevaux russes et Ardennais, elle appartient aux races développées de Chine.

## Histoire
La naissance de la race Guanzhong se confond avec l'histoire agricole du bassin de la Wei He, une rivière qui traverse le Shaanxi, en Chine, à une altitude s'étendant de 300 à 800 mètres. Cette région est réputée produire de bons chevaux de travail et être idéale pour l'agriculture et l'élevage.
Au début des années 1950, l'accroissement de la demande en denrées alimentaires et en transport entraîne la recherche d'un nouveau type de cheval, plus puissant. Le programme d'élevage, lancé dans le haras d'état de Liuling dans le Shaanxi, s'oriente sur un animal plus grand, plus fort et plus lourd, capable de tracter une lourde charge et de trotter longtemps sans fatigue. Ce même centre d'élevage joue un rôle à la fois politique, économique et culturel, puisqu'il est par ailleurs à l'origine de l'âne Guanzhong et de la vache Qinchuang.
Des croisements sont effectués entre des chevaux russes, de race Boudienny, Karabaïr, et Pur-sangs dits « améliorés », tous importés depuis l'Union soviétique. Cependant, les premiers résultats ne permettent pas d'atteindre les objectifs zootechniques recherchés, les chevaux qui naissent étant trop grands et trop fins, et manquant de puissance pour le travail. Après 1958, des étalons Ardennais sont croisés avec le cheptel pour le rendre plus puissant et plus massif.

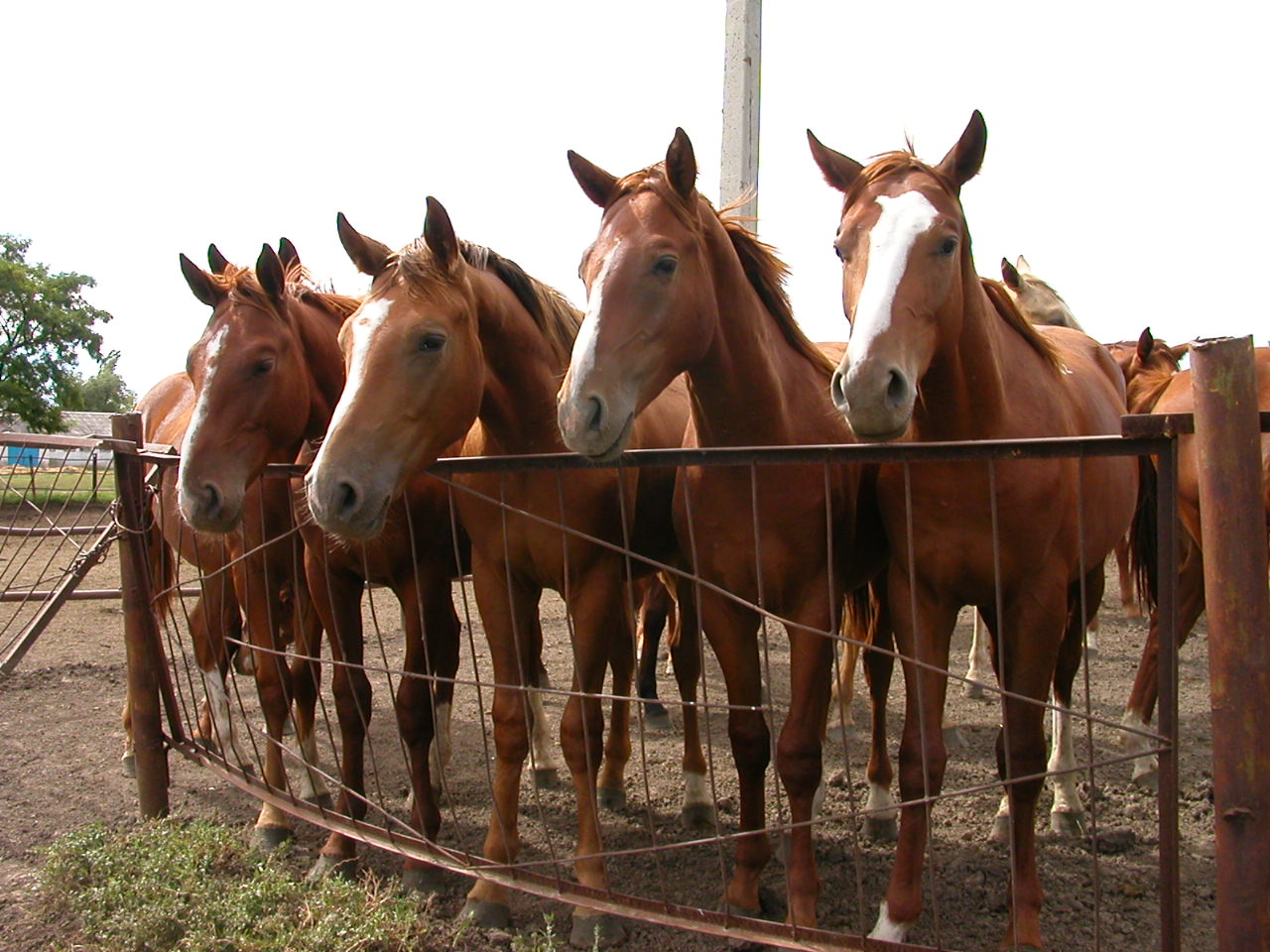
Boudienny
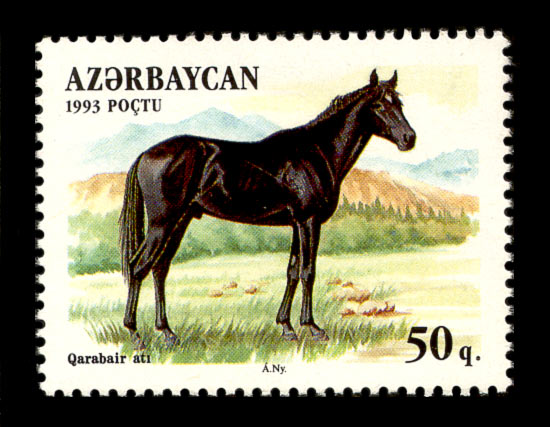
Karabair
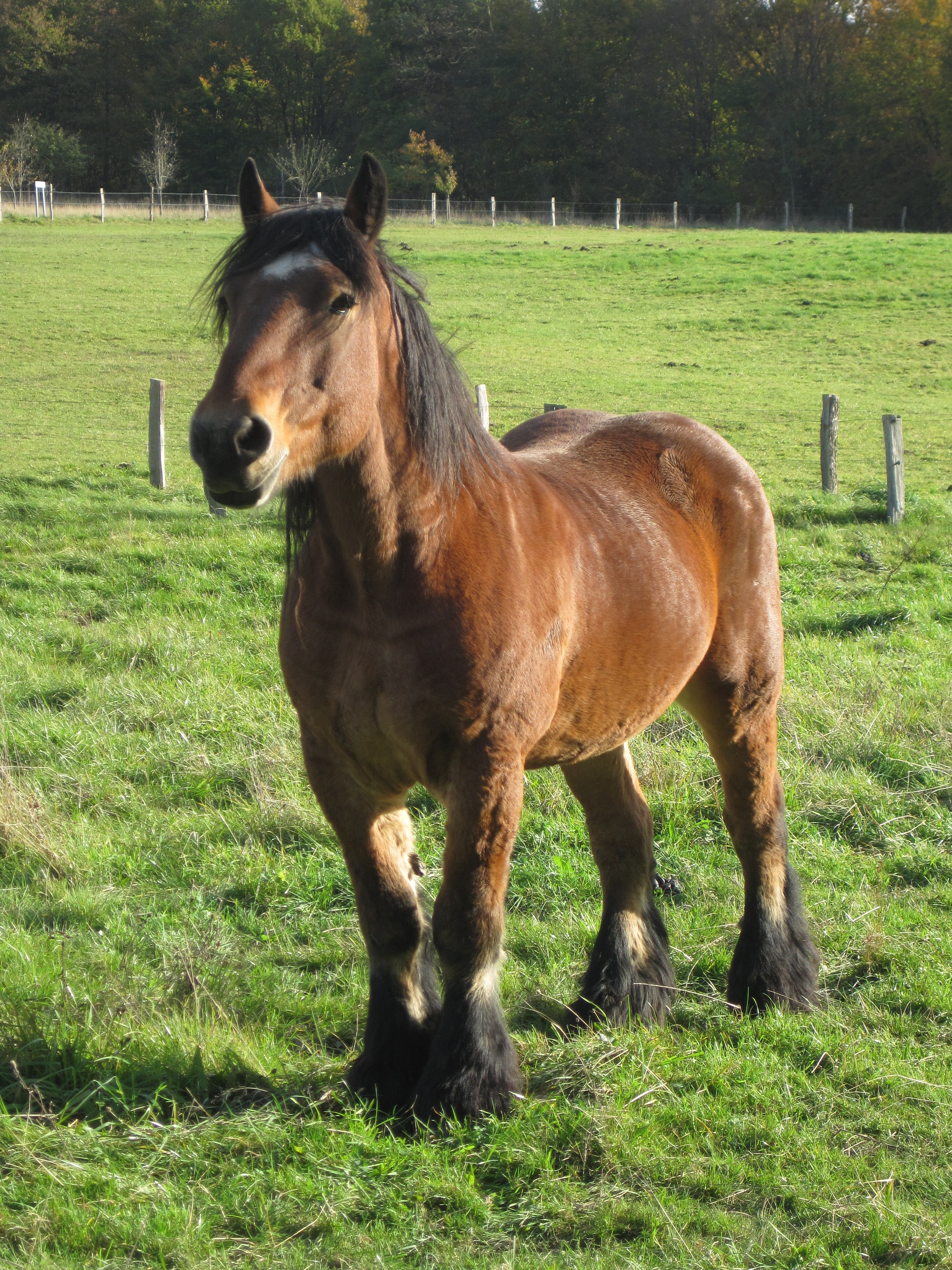
Ardennais

C'est en 1965 que le morphotype de l'animal idéal est obtenu, en utilisant le principe des paires homogènes, avec des croisements complémentaire. En 1970, la race Guanzhong se décompose alors en 12,5 % d'origines locales, 25 % d'origines de chevaux de selle, et 62,5 % d'origine par des chevaux de trait. Le coefficient de consanguinité est de 3,38 %.

## Description
Hendricks (université d'Oklahoma) indique une taille moyenne de 1,45 m à 1,52 m, CAB International indiquant 1,50 m à 1,52 m.
Le Guanzhong se présente comme un cheval solide et bien conformé, à la morphologie sèche et compacte. La tête, bien découpée, est de taille moyenne et présente un profil rectiligne. Elle est surmontée de deux oreilles droites. L'encolure est de longueur moyenne, plutôt épaisse. Le dos et le rein sont larges et droits. La croupe est carrée, et bien reliée aux masses musculaires environnantes. Les jambes sont très bien faites, avec de très bonnes articulations et de bons sabots, sans être chargées d'un nombre excessif de fanons.
La robe est généralement alezane, quoique d'autres sujets soient bais,.
Le tempérament est considéré comme bon et brave. La race est remarquée pour son endurance, le Guanzhong retrouvant très vite son rythme cardiaque et respiratoire normal après un effort. Elle est bien adaptée au climat local, où les températures peuvent dépasser les 38°.

## Utilisations
Il est habituellement monté ou attelé, en particulier pour le travail agricole,. Il est également élevé pour sa viande.

## Diffusion de l'élevage
C'est une race considérée comme commune et comme « développée » en Chine, c'est-à-dire créée par les Chinois à partir de croisements, et non-native du pays. Le Guanzhong est répertorié dans la base de données DAD-IS de la FAO, mais cette dernière ne donne aucune indication de recensement. Le niveau de menace pesant sur la race est inconnu.